# 1658
1658 (MDCLVIII) fue un año común comenzado en martes, según el calendario gregoriano.

## Acontecimientos
- 26 de febrero: firma del tratado de Roskilde en virtud del cual Dinamarca-Noruega cede las provincias de Escania, Blekinge, Halland, Bornholm, Bohuslän y Trøndelag a Suecia.[1]
- 14 de junio: Batalla de las Dunas, España pierde la guerra con Francia.[2]
- 31 de julio: Aurangzeb toma las riendas del imperio mogol.[3]

## Fallecimientos
- 3 de septiembre: Oliver Cromwell, político inglés (n. 1599).[4]
- 24 de noviembre: Ignacio Molarja, misionero jesuita italiano, y explorador de la Nueva España (n. 1610).[5]
- 6 de diciembre: Baltasar Gracián, escritor español (n. 1601).[6]